# John Smith (arquitecto)

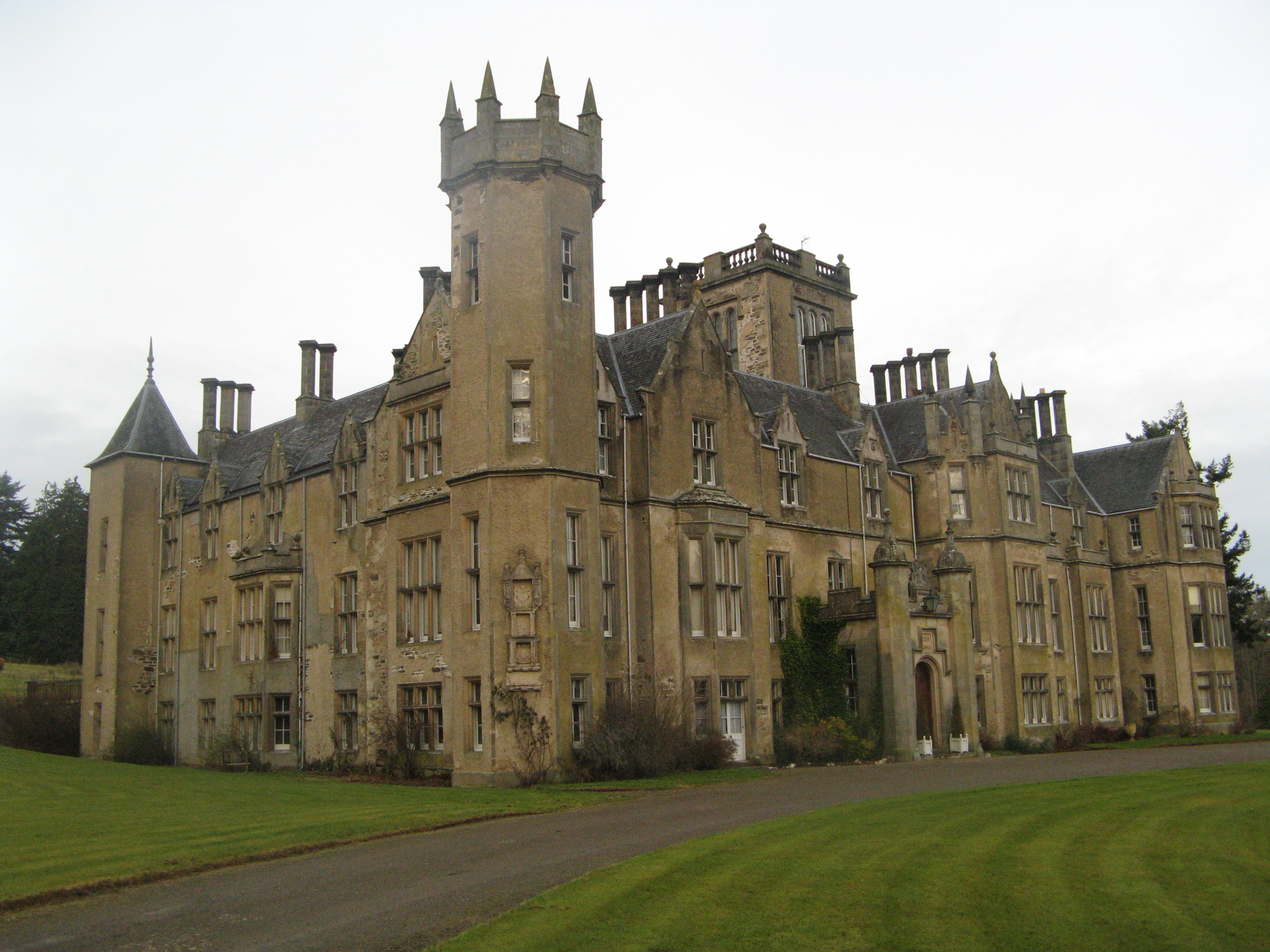
Forglen House, cerca de Turriff, es un ejemplo de una mansión de campo de 1839 diseñada por Smith

John Smith (1781 - 22 de julio de 1852) fue un arquitecto escocés. Su carrera comenzó en 1805 y fue nombrado arquitecto oficial de la ciudad de Aberdeen en 1807, la primera persona en ocupar este puesto. Junto con Archibald Simpson, contribuyó significativamente a la arquitectura de Aberdeen, y se les atribuyen muchos de los edificios de granito que dieron a la ciudad el apodo de "La Ciudad de Granito" o también "La Ciudad de Plata" .
Smith era el hijo de un  constructor y arquitecto de éxito y su propio hijo, William, continuó la tradición familiar convirtiéndose también en arquitecto. Después de completar su formación en Londres, Smith se estableció rápidamente en todo el noreste de Escocia. Obtuvo encargos privados para diseñar, renovar o modificar numerosas mansiones de campo, iglesias parroquiales y castillos; su condición oficial de arquitecto de la ciudad le permitió también recibir el encargo de varias obras públicas de gran envergadura. Hacia la mitad de su carrera, hacia la década de 1830, a medida que su individualidad se desarrollaba, se ganó el apodo de "Tudor Johnny"; una indicación de que sus diseños empezaban a propiciar un estilo gótico Tudor.

## Ascendencia y primeros años
Smith nació en Aberdeen en 1781. Su padre fue William 'Sink-em' Smith (m. 1815), también un  constructor y arquitecto de éxito. El joven Smith asistió a la Escuela de Gramática de Aberdeen antes de servir como aprendiz de albañil en la empresa de construcción de su padre. Realizó una formación adicional en diseño arquitectónico en Londres, posiblemente bajo la tutela de James Playfair, pero como Playfair murió en 1794, parece más probable que fuese en las oficinas de Robert Lugar.
 A finales de 1804, Smith regresó a Aberdeen, donde la construcción y el desarrollo evolucionaban rápidamente.

## Carrera

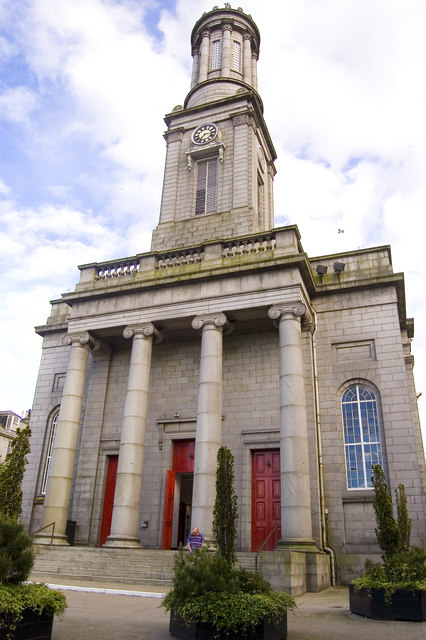
King Street 33, ahora Centro de Artes de Aberdeen, antes la Iglesia del Norte

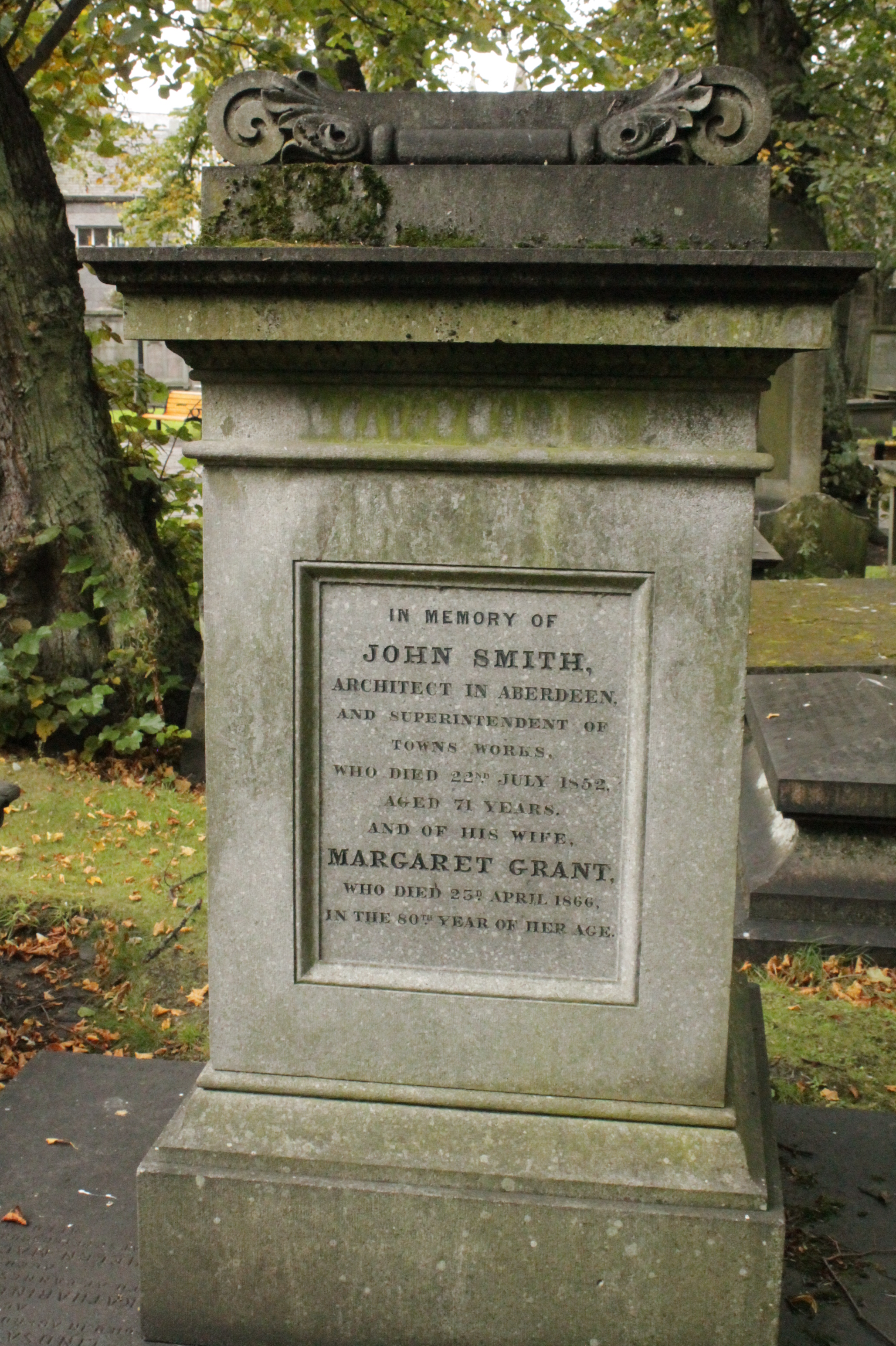
La tumba de John Smith, arquitecto, iglesia de San Nicolás, Aberdeen

Uno de los primeros grandes encargos de Smith fue diseñar una mansión para el comerciante Patrick Milne en 1805. Situada en Union Street, Aberdeen, Crimonmogate era una "mansión de inspiración griega" de dos plantas con una fachada de cinco ventanas . A continuación se le atribuye el diseño de Footdee, un área dentro de Aberdeen. Constaba de 56  casas pequeñas de un piso con techo de paja y con dos habitaciones, los planos recibieron rápidamente la aprobación del Consejo y la construcción se completó en 1809. Las nuevas viviendas alojaron a los residentes que antes vivían en casas situadas al lado del puerto y que habían sido despropiadas; la reubicación de estos inquilinos permitió al Consejo iniciar los trámites iniciales para las mejoras del puerto de Aberdeen de 1824 de Thomas Telford, a las que Smith también estaba asociado.
Smith fue nombrado arquitecto oficial de Aberdeen en 1807. Se le atribuye la compilación del primer mapa que muestra un contorno correcto de la ciudad de Aberdeen en 1810 indicando las mejoras que se habían hecho hasta entonces y las previstas.
Archibald Simpson regresó a Aberdeen en 1813, estableciendo un negocio que competía con Smith. Ambas empresas tuvieron éxito a pesar de las incertidumbres debidas a la guerra y sus carreras fueron descritas por Miller como "destinadas a correr notablemente paralelas". Aunque a veces eran rivales, Smith colaboraba a menudo con Simpson y entre estos dos hombres sus edificios se convirtieron en el núcleo para establecer el estilo del corazón del centro de la ciudad de Aberdeen.
Como los edificios fueron construidos con granito de plata, la ciudad ganó el nombre de la Ciudad de Plata o alternativamente la Ciudad de Granito.
Smith llegó a ser conocido como "Tudor Johnny" ya que sus diseños posteriores, alrededor de la década de 1830, en particular para mansiones e iglesias, incorporaron una forma Tudor gótica.  Sin embargo, sus diseños cívicos en la ciudad de Aberdeen siguieron un estilo neoclásico.
Miller dice de la Iglesia del Norte en Aberdeen que es "indiscutiblemente la mejor iglesia neoclásica de la ciudad de Aberdeen". Situada en la esquina de la calle Queen y la calle King, el diseño obtuvo la aprobación del Ayuntamiento en septiembre de 1828. La iglesia se inauguró en junio de 1831, pero años más tarde no hubo fondos suficientes para instalar relojes. Era el edificio más alto de Aberdeen hasta que su altura fue superada por la aguja de la Triple Kirk diseñada por Simpson. Adecuada para albergar 1600 asientos, el número de congregaciones disminuyó y la iglesia cerró en 1954. Se utilizó como el Centro de Artes de Aberdeen desde principios de los años 60.
Uno de los últimos diseños antes de su muerte fue  el Castillo de Balmoral; inicialmente hizo algunos trabajos de reconstrucción de la torre para Robert Gordon, 5.º hijo del 3.º conde de Aberdeen, que arrendaba Balmoral en 1830. Posteriormente, participó en la elaboración de los planes iniciales para el nuevo castillo, que en ese momento pertenecía a la reina Victoria y a Price Albert, tras conocer a Price Albert en 1848. Después de la muerte de Smith en 1852, los diseños y trabajos finales fueron realizados por su hijo William. Está enterrado con su esposa, Margaret Grant, en el cementerio de la iglesia de San Nicolás en Union Street en Aberdeen.

## Trabajos
Con una carrera que abarca desde 1805 hasta su muerte en 1852, la lista de obras a las que Smith estuvo asociado, tanto en su calidad oficial de arquitecto de la ciudad como en encargos privados, es larga; a continuación se dan algunos ejemplos.

### Puentes

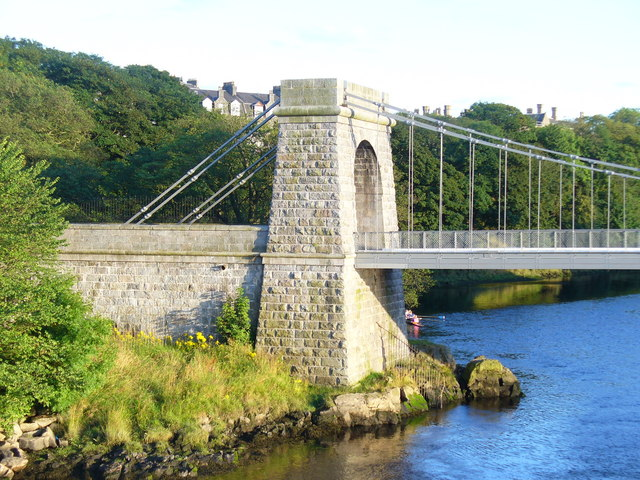
Lado de la torre del puente colgante de Wellington

El capitán Samuel Brown diseñó el Puente Colgante de Wellington, que atravesaba el río Dee en Aberdeen en Craiglug; Smith compitió con Simpson para ganar el contrato para diseñar las secciones arquitectónicas de las estructuras. El puente se inauguró en mayo de 1831 y tenía pilones arqueados de granito. El contrato de Smith también incluía la construcción de tres millas de carretera de acceso y diseñó/construyó la caseta de peaje en el extremo noreste del puente.
En 1837, Smith diseñó el Puente de San Devenick. También conocido como el Puente Morrison por el reverendo George Morrison, quien encargó su diseño y pagó su construcción; otro nombre fue el de Shakkin' Briggie porque temblaba cuando alguien lo cruzaba. El puente tenía 93 m de largo con un vano de 56 m y seguía el mismo estilo que el Puente Colgante de Wellington.

### Castillos

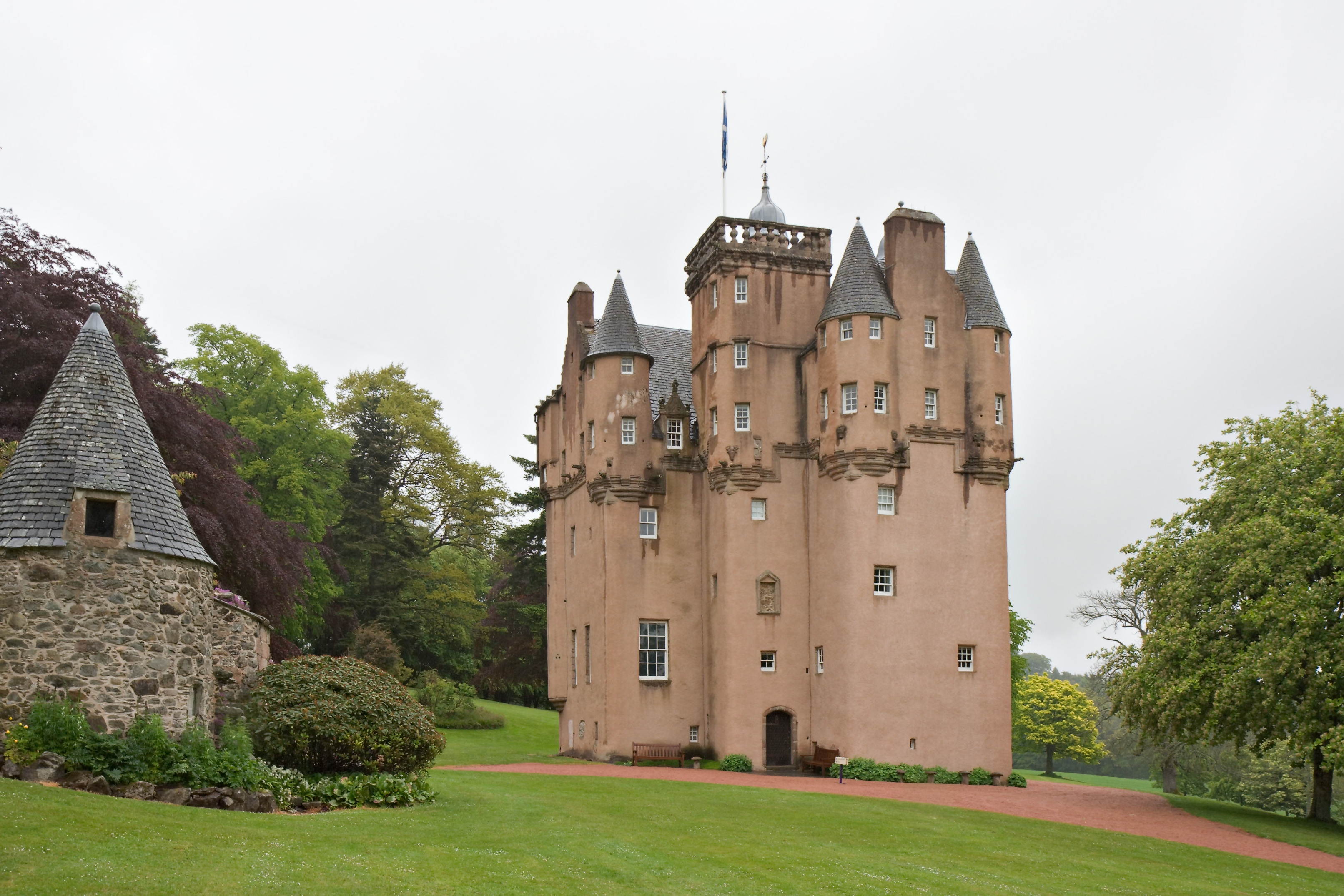
Smith sintió que el Castillo de Craigievar era: "uno de los mejores ejemplos del país de la época y estilo en que fue construido."

En 1814-1815 se encargó a Smith que diseñara  algunas modificaciones en el castillo de Brucklay, incluyendo la remodelación del vestíbulo principal y la fachada; la remodelación la realizó en estilo neoclásico. También trabajó en el segundo y tercer piso de la parte norte. De nuevo en 1820, Smith amplió el antiguo grupo de establos en un estilo principalmente gótico con una torre central de dos pisos cubierta por una pirámide. Ese año también comenzó a trabajar en una extensa ampliación del Castillo de Cluny para el Coronel John Gordon. Originalmente un castillo de planta en Z construido hacia 1604. Smith también trabajó en el cercano Castillo Fraser construyendo una escalera de acceso entre el gran salón del primer piso y la entrada del patio trasero. El edificio de dos plantas tenía una cúpula acristalada en el centro en un techo de plomo. Se construyeron dos puertas de entrada escalonadas entre una entrada en forma de arco y varios pasajes de acceso se unieron a las alas del primer piso.
Las reparaciones del techo realizadas en el Castillo de Craigievar fueron esenciales en la década de 1820 ya que la estructura estaba deteriorada. El propietario, Sir John Forbes, había considerado la demolición de la torre pero Smith aconsejó no hacerlo afirmando que era: "uno de los mejores ejemplares del país de la época y estilo en que fue construida." El trabajo duró dos años e implicó la reconstrucción de casi todo el último piso. Se reemplazaron las ventanas, el armazón exterior y es probable que Smith también diseñara la casa del jardinero.
Aunque el Castillo de Drumtochty fue construido según los diseños de James Gillespie Graham, el trabajo real de las reformas fue realizado por Smith. 
Las escarpadas cumbres de los acantilados al norte de Cruden Bay fueron el escenario del Castillo de Slains donde, en 1836, Smith fue contratado por William Hay, 18.º conde de Erroll y lord teniente de Aberdeenshire para renovar su casa patio en una elegante residencia adecuada para una persona de su posición. El diseño de Smith envolvió el edificio anterior, encajándolo en una nueva estructura de granito rosa Peterhead y con torres redondas.

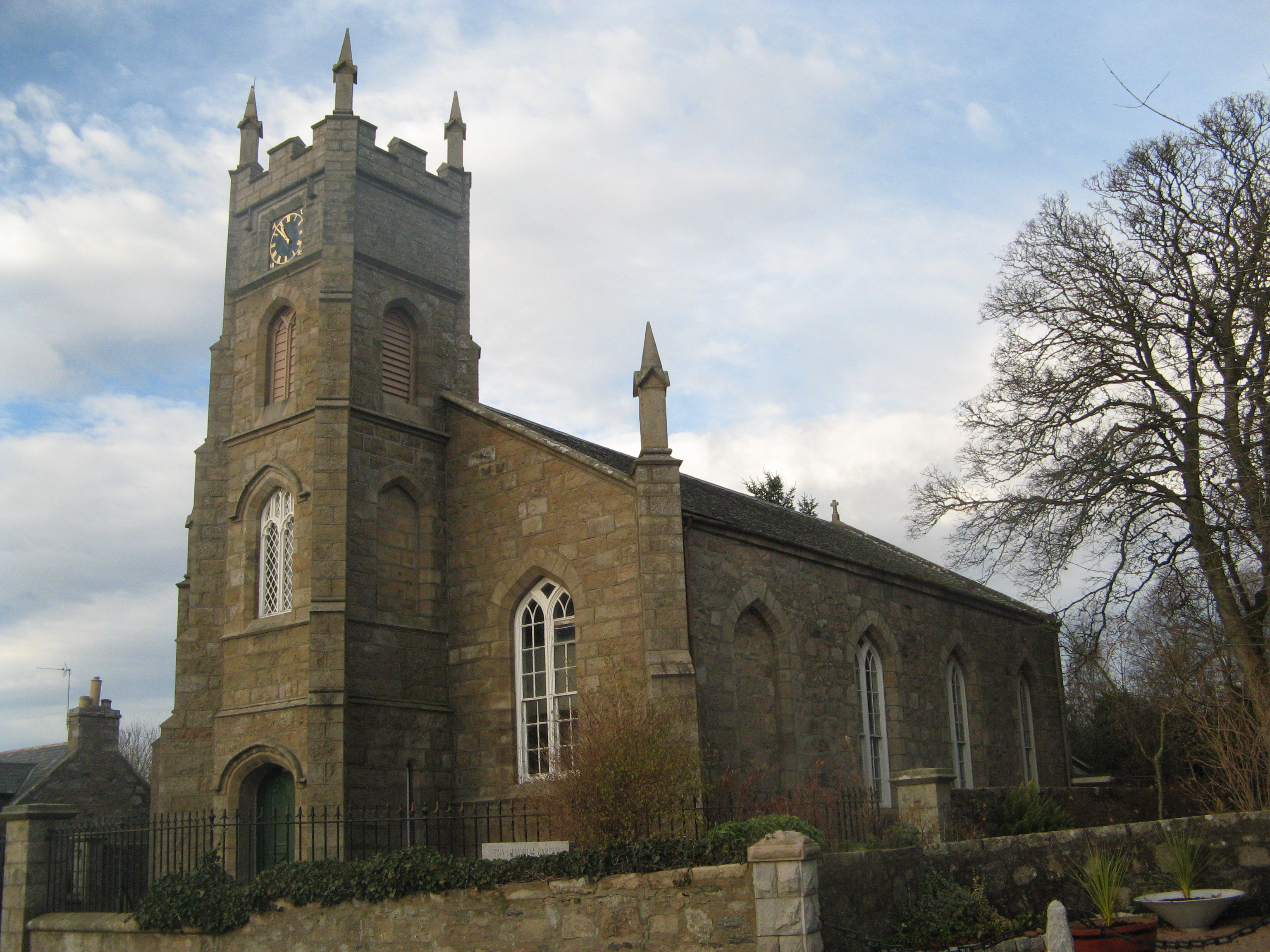
Iglesia parroquial de Udny

### Iglesias
La construcción, restauración, renovación o reforma de varias iglesias parroquiales en Aberdeenshire, Angus y Kincardineshire se acreditan a Smith. Uno de sus primeros diseños de iglesias rurales fue en Fintray, Aberdeenshire en 1821; más tarde ese año también diseñó la Iglesia Parroquial de Udny. Estos formaron la base de los diseños que Smith desarrollaría en años futuros para otras iglesias parroquiales. La Iglesia Parroquial de Udny fue el primero de los diseños eclesiásticos tudor-góticos de Smith. Una torre de caja sobre la entrada principal tiene una parte superior almenada con paneles de lamas puntiagudas, campana y reloj incorporados en el frontón (sur) con paredes de granito rugoso. La iglesia principal es un rectángulo básico con un techo de pizarra.
El pasillo norte de la Catedral de San Machar fue restaurado según los diseños de Smith en 1832 y los alojamientos de la entrada y la puerta fueron reconstruidas. También se añadió una nueva casa de sesiones. También emprendió trabajos en la Iglesia Parroquial de Skene en 1840 y construyó la iglesia parroquial de Longside en 1835.

### Mansiones de campo

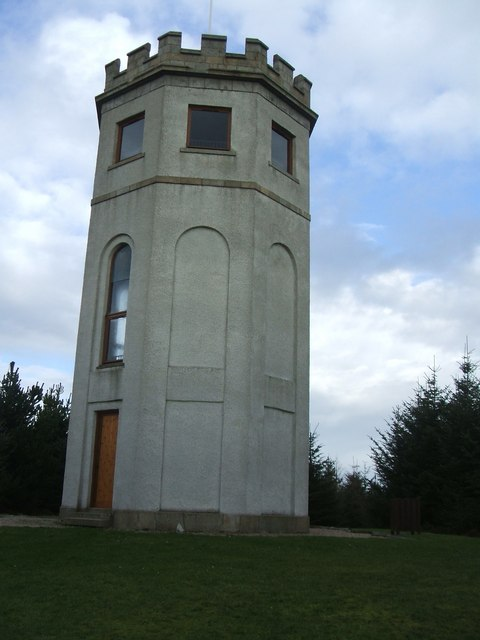
El Observatorio del Bosque de Drinnie en la finca Pitfour fue diseñado por Smith

Smith emprendió un trabajo considerable para los Fergusons en su finca de Pitfour en Aberdeenshire. A partir de 1809, el tercer laird de Pitfour, James Ferguson le encargó el diseño de una nueva mansión. Esta era una casa de tres pisos con 365 ventanas. Había frontales griegos incluidos en la parte superior de las elevaciones laterales, márgenes de piedra colocados en los muros enlucidos y transmitía la impresión de ser del norte de Italia. En los años siguientes, Smith diseñó varias otras estructuras dentro de las propiedades de Pitfour. Estas incluyeron: los establos de equitación neoclásicos de dos pisos en forma de herradura en la parte trasera de la mansión en 1820; portales y puentes; una pequeña réplica de un templo dórico griego, con el estilo del Templo de Teseo; y el Observatorio, una torre de tres pisos almenada de ocho lados.
Entre otras casas de campo con diseños de Smith está la Casa Dunecht de estilo neo-griego en 1820. Consta de dos pisos y un sótano completo, fue construida de granito. La casa original diseñada por Smith fue luego extensamente ampliada por William, su hijo. En algún momento antes de 1830 William Rickart Hepburn encargó a Smith el diseño de la Casa Rickarton en Kincardineshire. La Casa Forglen cerca de Turriff fue diseñada por Smith para Sir Robert Abercromby. La nueva mansión fue descrita por el historiador de arquitectura Charles McKean como una "edificación gótico isabelina".

### Otros trabajos
La reconstrucción de la fachada del King's College en Aberdeen fue emprendida por Smith en 1825. El trabajo incorporó otras renovaciones ya que el edificio había caído en un estado ruinoso. Se diseñó la sección llamada la Torre de Cromwell y sus seis pisos originales fueron reemplazados por cuatro niveles modernos e incluían un piso de planta baja para el ama de llaves con aulas arriba. Predominantemente en un estilo Tudor, algunos de los extensos diseños no fueron realizados; sin embargo, finalmente se logró la unión de la Capilla, la Torre de Cromwell y la antigua Torre de la Corona. El trabajo fue uno de los primeros diseños góticos Tudor de Smith.

## Muerte y legado
Smith se casó con Margaret Grant, una hija de George Grant de Auchterblair. La mayoría de sus ocho hijos murieron a una edad temprana pero su cuarto hijo, William, se unió a su padre en el negocio y también se convirtió en arquitecto de la ciudad de Aberdeen. La pareja también tuvo una hija, Margaret Grant Smith.
Habiendo sufrido una larga y dolorosa enfermedad, Smith murió en 1852 en la casa que heredó del padre de su esposa. Hay una placa que lo conmemora situada en la miglesia de San Nicolás en Union Street, Aberdeen.

### Galería

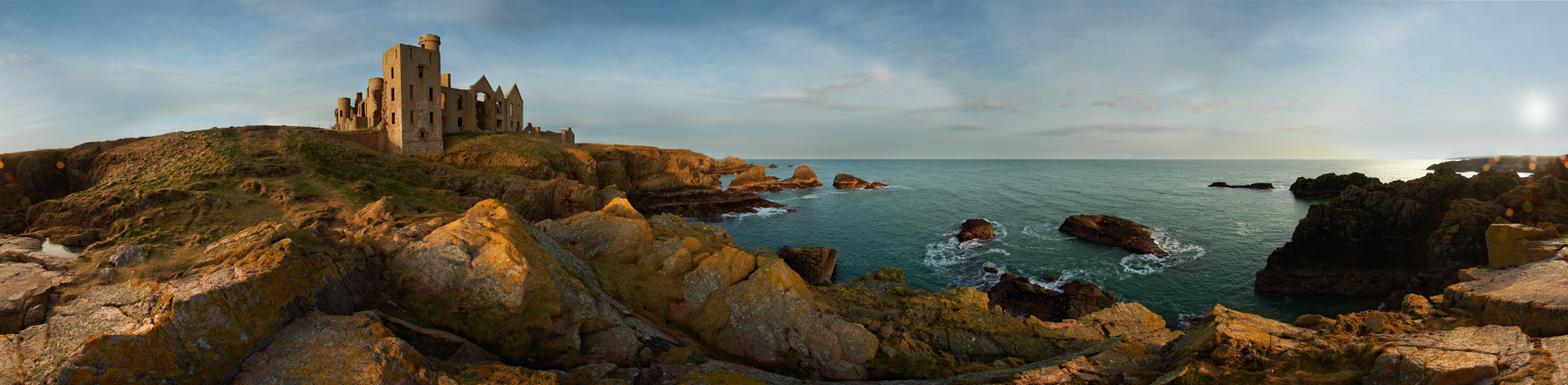
Castillo de Slains

Las obras de John Smith incluyen
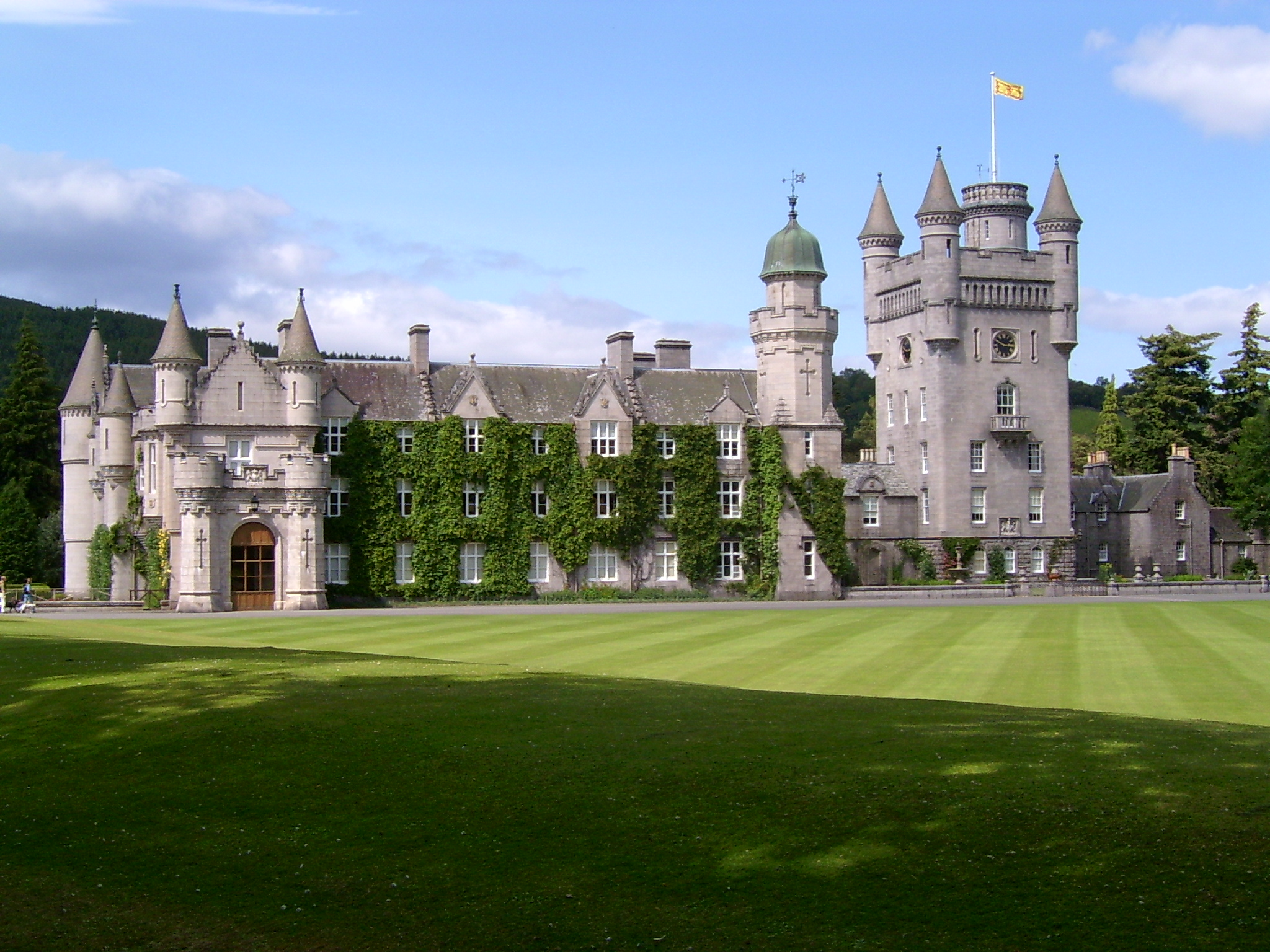
Castillo de Balmoral
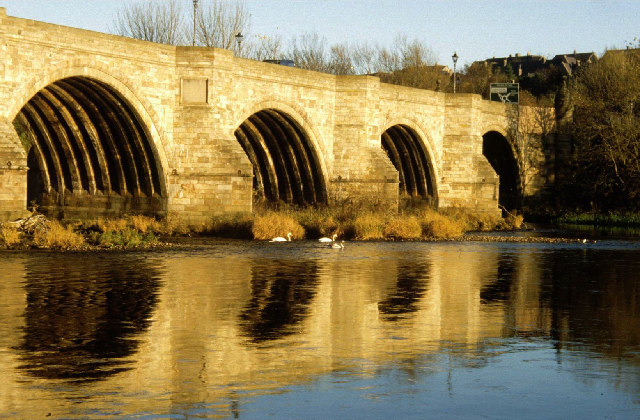
Puente sobre el Dee
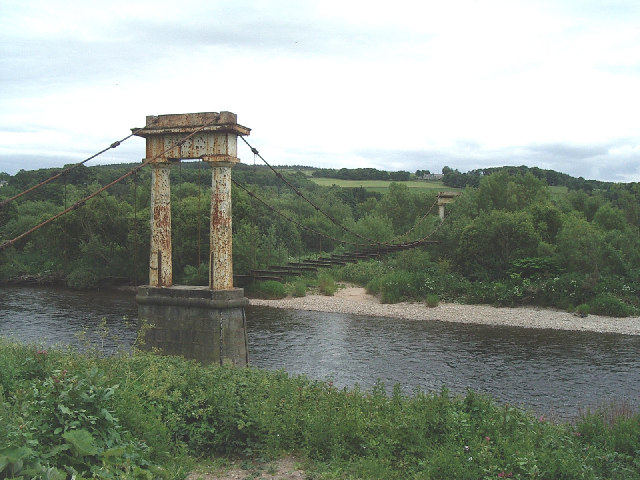
Puente Shakkin
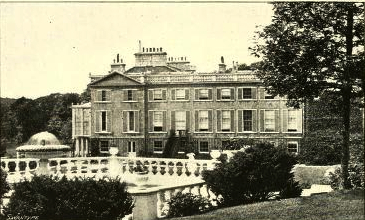
Pitfour House